# Danza del ventre
Il termine danza del ventre, (in arabo raqs sharqi, رقص شرقي, danza dell'est, inteso come parte orientale del mondo arabo) indica la danza classica che si è sviluppata nelle corti principesche del Medio Oriente; lo stesso termine, in un senso più vasto, indica tutte le versioni che questa danza ha avuto fino ai giorni nostri, comprendendo anche tutte le varie contaminazioni avvenute attraverso il contatto con differenti aree geografiche e popoli. 
Ne esistono numerosi stili, che si differenziano in base alla provenienza geografica e alla musica che li caratterizza. Questa danza ha origini antichissime, che risalgono alla costituzione delle prime civiltà. I movimenti rotatori e sinuosi di questa danza richiamano gli antichi culti della fertilità, come quello della "Dea Madre". Gli uomini erano consapevoli che tutto ciò che muoveva la vita era legato alla riproduzione, alla nascita, al ciclo delle stagioni, alla natura. Per questo, molti degli stili di questa danza sono legati strettamente alla femminilità e venivano praticati esclusivamente dalle donne. Con l'evoluzione, la danza inizia a essere un elemento ricorrente nella vita dell'uomo, e, oltre ad accompagnare riti di preghiera, inizia ad accompagnare momenti di aggregazione, comunicazione, svago e rappresentazione del quotidiano; in questo scenario entrano anche gli uomini a far parte di questa danza molto antica e ricca di storia e significati.
Se ne possono distinguere diversi stili, molti danzati esclusivamente dalle donne e alcuni da uomini, altri, solitamente quelli più caratterizzanti come il folclore, sono praticati da entrambi.

## Storia
La danza del ventre è originaria del Marocco, Algeria, Tunisia, Egitto e dei paesi arabi, eseguita soprattutto, ma non esclusivamente, dalle donne.
Tutti coloro che la praticano affermano che si tratta di una delle più antiche danze del mondo, ma in realtà nessun testo ce lo conferma, poiché non esistono descrizioni antiche di una simile forma di danza e le pitture faraoniche sono molto vaghe nel definire le posture e le movenze delle danzatrici dell'epoca, delle quali risulta impossibile interpretare i gesti.
Dato che i movimenti sono molto naturali e rispettano la conformazione fisica delle articolazioni umane, si può supporre che la sua origine sia davvero molto antica, ma non c'è modo di provarlo.. In tutti i paesi arabi è conosciuta e riconosciuta come parte integrante della tradizione artistica e soprattutto dei momenti di divertimento e di festa. Benché sia originaria, come il nome in arabo indica, dei Paesi del Medio-Oriente centralmente l'Egitto, ma anche Libano, Iraq, Turchia, è conosciuta e apprezzata anche nei paesi del Maghreb, l'occidente arabo (maghreb è il termine arabo che indica il luogo in cui il tramonta il sole), come Tunisia, Algeria, Marocco.
In senso stretto, il termine indica la danza classica che si è sviluppata nelle corti principesche del Medio-Oriente ma non solo. In un senso più vasto, può indicare tutte le forme che si conoscono al giorno d'oggi.
Durante la Campagna d'Egitto di Napoleone, i soldati francesi vennero a contatto con questa danza: provenendo da una società relativamente puritana, il movimento sinuoso dei corpi delle danzatrici veniva percepito come un potente afrodisiaco. È da questo motivo, ancora oggi associato alla danza, che dipende il termine "danza del ventre".

## Danza del ventre

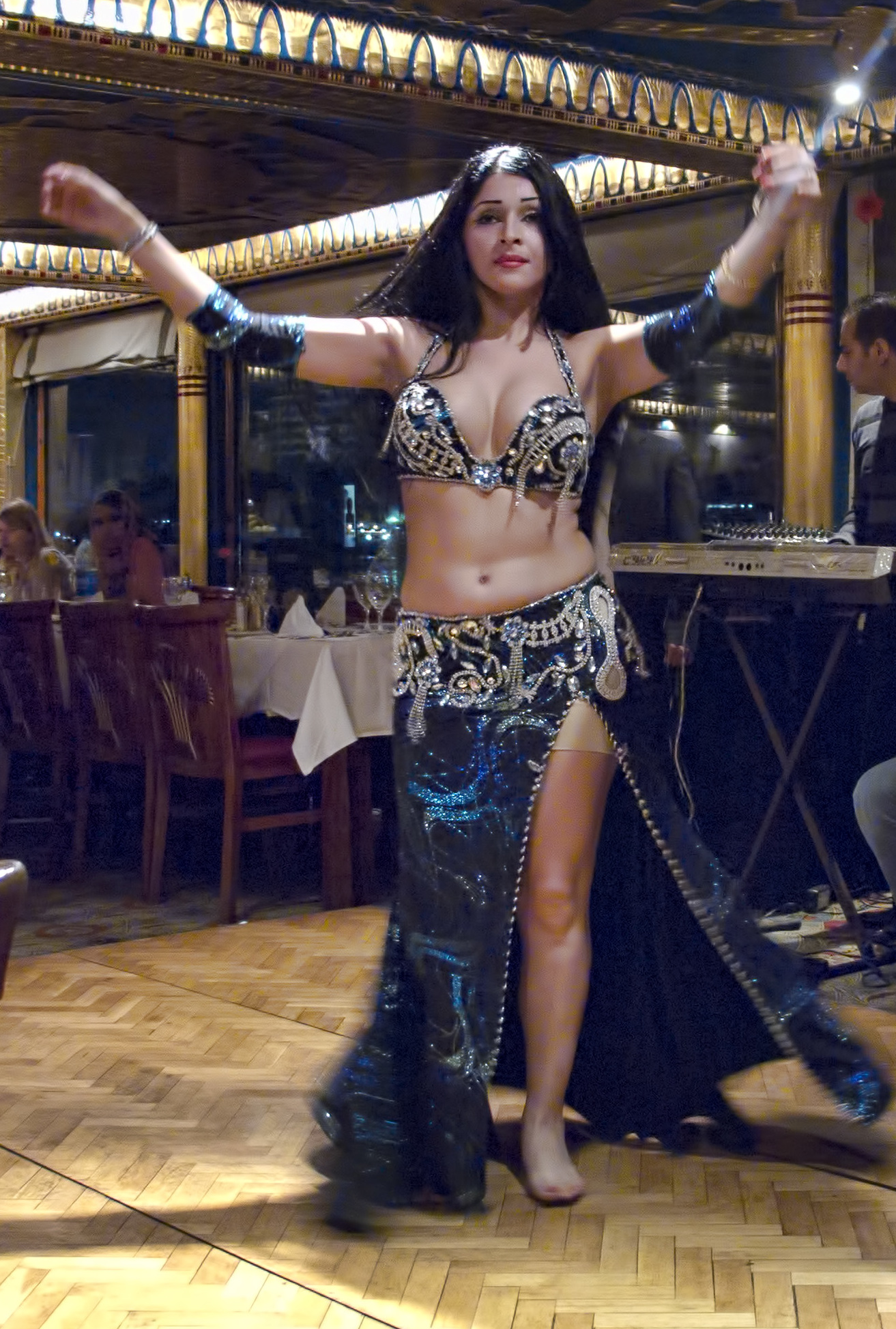
Danza del ventre al Cairo

La danza del ventre è tradizionalmente praticata dalle donne poiché esprime interamente femminilità, vitalità e sensualità. È unica nel suo genere: esistono diversi stili che cambiano a seconda del Paese d'origine, come la danza col velo. In generale, questa danza è caratterizzata dalla sinuosità e dalla sensualità dei movimenti: è di effetto sia con musiche ritmate che lente.

## Le danze popolari nel mondo arabo
La bibliografia di riferimento, si basa prevalentemente sulle opere redatte dai viaggiatori occidentali che nel secolo scorso esplorarono un mondo a loro quasi sconosciuto.
L'opera che ad avviso di molti costituisce la pietra miliare sulle "riscoperte" per uno studio delle tradizioni culturali dell'Egitto è sicuramente quella dell'inglese Edward William Lane "The Manners & Customs of the Modern Egyptians", pubblicato da J. M. Dent & sons Ltd. New York 1908, su testo del 1836. In questa opera, un vero spaccato di vita sociale, sono riportate utilissime informazioni sulla vita quotidiana in Egitto ai primi dell'Ottocento. Relativamente alla specifica trattazione, sulle danzatrici ḡawāzī, esistono però diverse interpretazioni che, messe in relazione con altri testi dello stesso periodo, creano non poca confusione. Il punto in questione è rappresentato dalla confusione che nasce dalle due contemporanee ma ben distinte figure professionali: le almee e le ḡawāzī. Le prime, come già ampiamente descritto nella sezione a loro dedicata "Musica, canto e danza delle Almee d'Egitto", appartenevano ad una più elevata classe sociale (ʕālma, al plurale ʕawālim, significa colta, sapiente, derivando dalla radice ALM che indica il conoscere) non si esibivano in rappresentazioni pubbliche e di strada, mentre le danze descritte dai viaggiatori erano prevalentemente quelle delle ḡawāzī, danzatrici zingare.
Secondo la descrizione riportata da Wendy Buonaventura nel suo libro "Il serpente e la sfinge", nell'Egitto del IX secolo, al tempo di Harun al Rashid, periodo questo considerato come l'età d'oro della musica e delle arti nel mondo Arabo, la presenza di danzatrici non aveva confronti con l'esiguo numero di cantanti. Si scelse quindi di istruire alcune di queste danzatrici anche nell'arte della musica e del canto. Il risultato fu quello di avere avuto sino alla metà del XX secolo delle superbe interpreti abili sia nella danza, nel canto e nella musica.
È proprio la ricevuta "istruzione" che rendeva questa categoria estremamente raffinata e privilegiata a cui era consentito l'ingresso agli ambiti sociali più ristretti e primo tra tutti il riservatissimo Harem.
Le Awalim, sicuramente più raffinate e appartenenti ad una classe sociale più elevata avevano libero accesso ed erano assai gradite presso i ranghi sociali più elevati, esibendosi prevalentemente in presenza di un pubblico femminile nelle arti del canto e della danza con eleganza ed estrema raffinatezza. Altra particolarità che distingueva questa specifica categoria, era la rigida consuetudine di portare sempre, a differenza delle ḡawāzī, il velo nei luoghi pubblici.
Esiste purtroppo, in merito a questo argomento, molta confusione in quanto nelle descrizioni riportate da molti autori del XVIII e XIX secolo la figura della Almeh viene confusa con quella delle famose interpreti ḡawāzī.
Senza approfondire troppo l'argomento vista la complessità, le contraddittorie e poco certe fonti di provenienza credo sia più logico accennare solo per grandi linee alle ipotesi formulate in merito alla presenza delle ḡawāzī, come di altre popolazioni nomadi sia nel bacino del Mediterraneo che in Europa. Interessante al riguardo è l'articolo di Giovanni Canova "Notizie sui Nawar e sugli altri gruppi zingari presenti in Egitto" nell'antologia "La bisaccia dello Sheikh", Università degli Studi di Venezia, 1981 che ipotizza che gli zingari d'Egitto provengano da una grande migrazione di un unico ceppo etnico, linguisticamente diverso da quello finale, che, abbandonando le regioni dell'Asia centrale, mosse su direttrici diverse: una delle quali in direzione della penisola Arabica, con la successiva penetrazione nel territorio Nord Africano, e forse attraverso questo proseguì l'accesso in Europa attraverso la Spagna. (Il nome inglese "Gipsy" è stato per lungo tempo considerato una corruzione del termine "Egyptian", e infatti per lungo tempo si è pensato alla possibile provenienza degli "zingari" dal territorio Egiziano - cosa anche questa ancora da dimostrare). Un altro flusso, spostandosi invece verso le coste dell'Anatolia, risalì i Balcani per raggiungere il cuore dell'Europa Centrale. In questo caso la presenza di Zingari detti "Cingene" in territorio Turco è databile intorno al XII secolo e le successive migrazioni verso l'Europa centrale vengono indicate intorno al 1300.
Di altre popolazioni zingare sono ben documentate le tracce durante la originaria espansione dell'Impero Ottomano, ad esempio i Cingene, in quanto, oltre che ad essere presenti nella vita sociale, facevano anche parte delle regolari truppe militari impegnate contro gli eserciti Cristiani. Delle citate ḡawāzī invece, si hanno notizie molto più tarde, documentate solo a partire dalla fine del XVII secolo. Dal periodo della spedizione Napoleonica (1798) in poi, la presenza delle "ḡawāzī" viene sempre più segnalata dai racconti di viaggio e dalle cronache, e ad esse si attribuisce la più viva tradizione popolare egiziana nel settore della danza.
Con l'arrivo delle truppe Napoleoniche al Cairo, come già ampiamente illustrato, l'altra categoria di Danzatrici-musiciste, le Awalim (anche dette Almee, francesizzando il termine arabo), abbandonò i luoghi di origine per non esibirsi alla presenza di un pubblico invasore e principalmente maschile. Questa condizione invece non turbò affatto le ḡawāzī che contrariamente alle prime e per tradizione artiste di strada, familiarizzarono con le truppe Francesi. Lo stretto contatto con le truppe militari fu anche segnato da terribili episodi che portarono al conseguente allontanamento delle troppo "disponibili" danzatrici dalla città del Cairo.
Quattrocento ḡawāzī furono "giustiziate" (decapitate e gettate nel Nilo) allo scopo di dare un esempio al fine di sedare i ripetuti incidenti che si verificavano tra le truppe. Questo atto di terribile "barbarie" legittimato dai generali francesi portò gradualmente tali personaggi, ritenuti scomodi e indecorosi, agli occhi dell'invasore occidentale, verso l'allontanamento dai grandi centri. La "sorte" delle ḡawāzī, e il loro definitivo allontanamento dalla vita e le rappresentazioni nei grandi centri urbani quali Il Cairo, venne segnata dall'allora reggente Muhammed Ali, che nel 1834 ne ordinò l'allontanamento immediato verso le campagne e le città del sud, infliggendo pene severissime a chiunque contravvenisse al divieto imposto. Si potevano ampiamente quanto facilmente ammirare al sud dell'Egitto. I diari di viaggio di Flaubert "Viaggio in Egitto" ne parlano ampiamente.

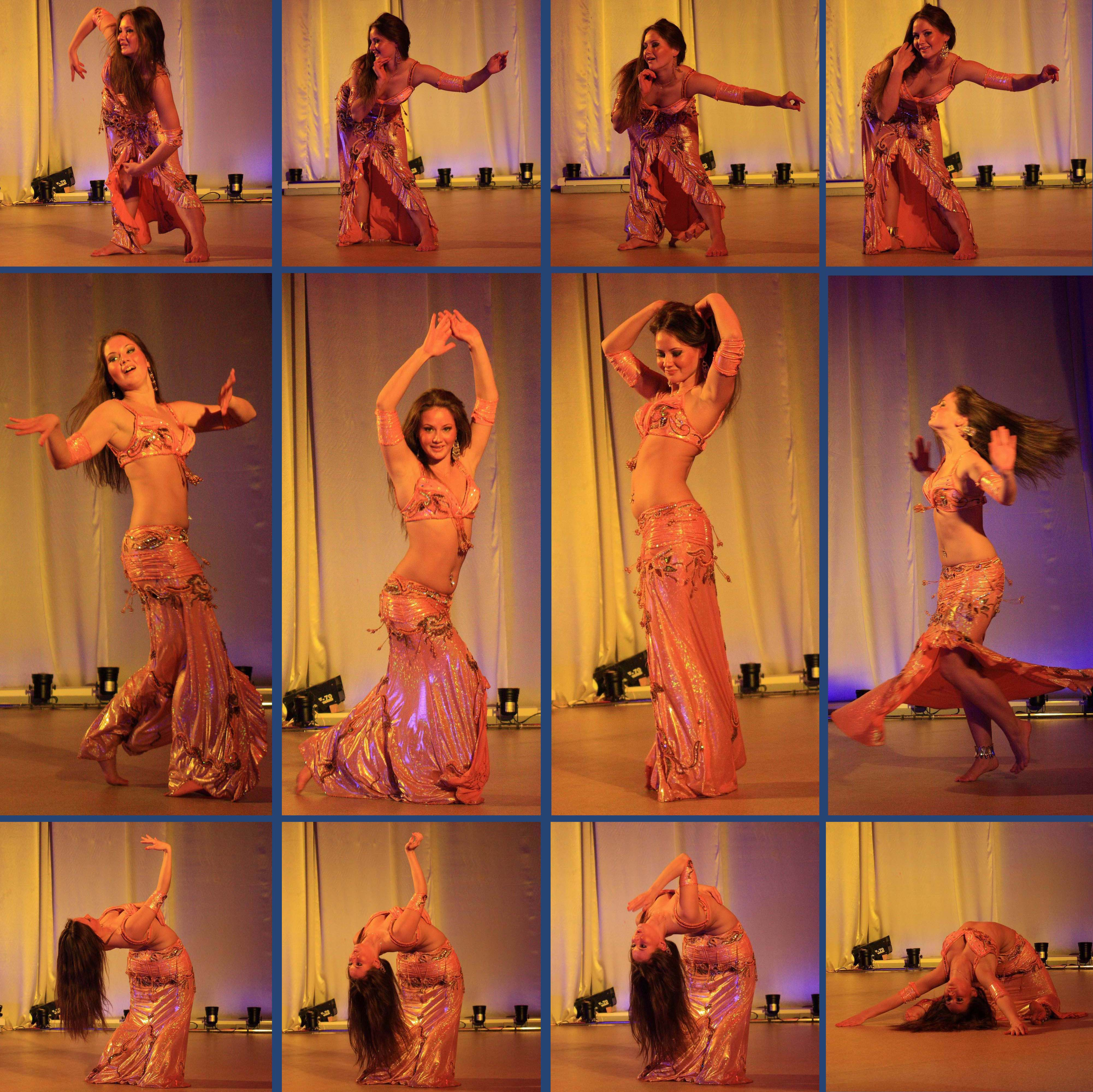
Danza del ventre

Di questa particolare condizione, creatasi assai fortunosamente, a trarne gran vantaggio furono i "Köçek" (danzatori uomini, che in abiti femminili interpretavano danze e ruoli destinati alle donne), banditi anche loro nello stesso periodo per motivi di ordine pubblico dalla vicina Turchia dal Sultano Mahmut II. Quando, gli esuli "Kocek" arrivarono in Egitto si integrarono con un'altra schiera di danzatori "simili" e già presenti in Egitto, conosciuti con il nome di "Khawals". La presenza dei Khawals egiziani è stata anche documentata dallo scrittore E. W. Lane nel suo già citato testo. Questi nuovi "particolari" soggetti, i Kocek, furono rapidamente accettati, in quanto assai raffinati nel vestire, dai modi gentili e padroni nell'arte della danza, si integrarono e a volte sostituirono le danzatrici ḡawāzī allontanate dalle aree metropolitane.
Non è poi affatto raro che in questo stesso periodo alcuni dei numerosi visitatori occidentali abbiano assistito a spettacoli di danza eseguiti da uomini credendoli delle "autentiche" danzatrici egiziane. Un'analoga circostanza è anche descritta nel libro del 1929, "Viaggio in Oriente", dallo scrittore Gérard de Nerval che fu incredulo e stupefatto spettatore di uno spettacolo simile.
La condizione sociale delle ḡawāzī egiziane (conquistatore) ballerine- prostitute, risulta dalle informazioni in nostro possesso, simile a quella di tutte le popolazioni "zingare", una vita prevalentemente relegata ai bordi delle società cosiddette più evolute. Anche in questo caso, vale a dire nel mondo arabo e Berbero del XVIII secolo, valeva la stessa regola e le ḡawāzī appartenenti alla schiera delle tribù nomadi vivevano al di fuori dei grandi centri urbani in accampamenti provvisori. 
La discutibile "cattiva" reputazione di cui godevano tali danzatrici, malviste anche dagli esponenti religiosi, impediva loro l'accesso ai riservati Harem ed era ritenuto sconveniente ospitare una "zingara" nella propria abitazione. Anche se in molte celebrazioni, quali matrimoni, circoncisioni ecc, veniva loro concesso di esibirsi, questo avveniva quasi sempre in luoghi all'aperto. La reputazione delle ḡawāzī non è di molto dissimile da quella che accomuna le Ouled Nail.
È comunque logico che i viaggiatori occidentali potessero vedere facilmente soltanto questo tipo di danzatrici, poiché nessuna donna "seria" si sarebbe esibita di fronte ad un pubblico di uomini, per di più stranieri.
La presenza iconografica di cui siamo in possesso permette, come già accennato, di porre l'attenzione anche su quelle che sono le caratteristiche sia del vestiario che della danza. In merito all'abbigliamento - anche in questo caso minuziosamente descritto da Lane e molti altri autori coevi, e riccamente illustrato da grandi artisti quali Prisse e David Roberts nelle sue dettagliatissime litografie - risulta evidente la stretta somiglianza con l'abbigliamento dello stesso periodo in uso presso le Cingene Ottomane, rappresentate nelle splendide miniature dell'artista Levni. Segnaliamo il libro "La femme dans la peinture orientaliste di Lynne Thornton, Acr Editions 1993.
Il vestiario prevedeva, nelle sue diverse combinazioni, l'uso variabile sia di abito lungo sia di un abito corto. Quello lungo, detto "Yelek", generalmente stretto in vita e dall'ampia scollatura, era indossato lasciato aperto dalla vita sino ai piedi. Il più corto, più simile ad un corpetto, era lungo sino al giro vita e sempre dalla profonda scollatura era aderente in vita.
Le prime notizie documentate sull'esistenza negli harem Egiziani di "donne musiciste", abili sia nella danza che nel canto, si devono attribuire agli scritti del Francese Savary risalenti al 1785. Da questa data in poi, come già accennato, la limitata documentazione di cui disponiamo confonde spesso queste due differenti ma ben distinte "figure professionali", le Awalim e le ḡawāzī, anche perché molto spesso i pittori orientalisti facevano riferimento a racconti e fantasie, poiché in parecchi casi non erano neanche mai stati in un paese del Medio Oriente. Anche avvalendoci del supporto visivo, quello che per intenderci è stato rappresentato nelle opere degli esponenti della corrente degli orientalisti, esso non permette una chiara distinzione di queste due categorie di interpreti. Due tra dipinti più noti, "The Dance of the Almeh" e "Almeh with pipe", entrambi eseguiti dal grande Jean-Leon Gerome, raffigurano tutti e due una "ipotetica" quanto forse improbabile Almeh.
Le due raffigurazioni, ovviamente simili tra loro, differiscono fortemente dalle seppur esigue informazioni di cui siamo in possesso. L'abbigliamento, l'assenza del velo e la rappresentazione di fronte ad un pubblico "esclusivamente" maschile lascia pensare ad un'interpretazione più vicina alle caratteristiche di una ḡawāzī piuttosto che ad un'almeh. Anche il solo confronto visivo con la prima immagine "Almee ou danseuse egyptienne" mette in evidenza la netta discrepanza con un abbigliamento fondamentalmente diverso e decisamente più "castigato".
La diversità di informazioni in nostro possesso è quindi molto contraddittoria e non permette una valutazione effettiva sull'argomento. Si deve forse alla originaria danza delle Almeh l'attuale Raqs Sharqi che trova nella raffinata esecuzione e nella elegante gestualità delle braccia la sua forse più possibile erede.
La figura delle Almee, rinomate nelle arti canore, musicali e della danza, ha il suo inevitabile declino intorno agli anni 30. Epoca questa di cambiamenti che contrariamente ad una propria origine culturale mirata allo straordinario connubio tra canto e danza, si sposta esclusivamente verso l'intrattenimento visivo ed esibizionistico, sviluppandosi secondo direttrici prettamente occidentali che portarono a quella particolare esecuzione della danza comunemente detta stile "cabaret".

## Gli stili
Per una maggior conoscenza della danza del ventre occorre classificare i numerosi stili in alcune categorie principali.
Stile danza del ventre autentica o Hawzi detta la più raffinata ed elegante
Caratterizzato da movimenti eleganti, ampi e dolci, la danza viene resa fluida grazie al coinvolgimento armonico del corpo della danzatrice.
Stile Šarqī
Le danze inizialmente legato alla tradizione di danze ballate nelle corti arabe, berbere, Ouled Neil, persiane e curde, si evolve nei primi decenni del settecento. Le interpreti dei cabaret di Orano conosciuta la città di Chikha Rimiti iniziarono a ricorrere a coreografie create per i turisti della zona spostandoli fino allo Yeman all'utilizzo di strumenti quali il velo, il vassoio con la teiera con i bicchieri riempiti di te. Invece in Egitto precisamente al Cairo nel novecento usavano le scarpe col tacco, introducendo inoltre passi derivanti dal balletto classico come l'arabesque e lo chassé.
Stile Baladī
È uno stile caratterizzato dalla movenza del bacino carica di intensità. I movimenti delle braccia sono meno ampi e svolazzanti rispetto a quelli dello stile Šarqī. Si prediligono le camminate con il piede a terra e non in mezza punta come nello stile classico. Lo stile Baladī è una danza popolare cittadina che nasce dall'incontro della popolazione rurale con quella urbana.
Stile Ša'abī le danze popolari
La danza Ša'abī popolare è legata alla terra, caratterizzata dalla spontaneità, semplicità e allegria. Lo stile Ša'abī è lo stile popolare di ogni nazione. Le danze popolari ogni zona ha il suo sitile . La variante ballerine è quella interpretata con il bastone, chiamata Saiidi, ed è una danza originariamente maschile che simula un combattimento.
Stile Hagalla e Siwa
Danze tribali delle popolazioni nomadi beduine presenti nell'area di Siwa (oasi) e di Marsa Matruh al confine con la Libia.
Stile Faraonico
Derivante dalle danze dell'Antico Egitto.
Stile Mwashah
Stile arabo-andaluso. Da non confondersi con il flamenco-arabo, è una danza che deriva dal periodo in cui gli arabi invasero la penisola iberica e si costituì il periodo Al-Andalus.
Stile Alessandrino/Eskansarany
Danza della città di Alessandria d'Egitto.
Stile Fellahy
Danza dei contadini egiziani.
Stile Nubiano
Danza proveniente dalla regione della Nubia.
Zaar
Facente parte della cultura pre-islamica egiziana, si tratta di una danza molto energica e senza una principale coreografia. Coinvolge maggiormente i capelli come elemento danzante. Si tratta di un rituale che veniva usato per scacciare i jinn attraverso la danza di chi veniva posseduto da essi.
Ci sono diverse coreografie con l'uso di vari veli, fino a 7, che portano la sensazione di mistero. Non c'è nessun legame fra le coreografie create, con la danza praticata nei riti di magia. La proposta è di promuovere gioia e il benessere delle donne, portando la bellezza, la femminilità attraverso quest'arte.
Stile danza orientale "non del Cabaret"
È uno stile creato e viene presentato solo nei teatri e festival culturali internazionali.
Stile Khaleeji
È uno stile dell’Arabia Saudita. Il costume femminile indossato si chiama thobe nashal. 

## Gli accessori
La danza viene spesso accompagnata da numerosi accessori tra i quali troviamo:
- Doppio Velo: Chiamata Danza Hawzi, considerata nel mondo arabo la più raffinata delle danze del ventre, originata in Algeria.

- Velo: La prima ballerina ad interpretare questo tipo di danza fu Hanan El Jazairiya che, negli anni venti, conquistò il pubblico avvolgendosi nel velo trasparente per poi farlo volteggiare nell'aria.

- Sagat: Versione egiziana dei cimbalini a dita, piccoli strumenti a percussione in ottone o bronzo che vengono infilati al pollice e al medio di entrambe le mani.

- Bastone: La danza del bastone deriva dal tahtīb, un'arte marziale che si tramutò in danza maschile folcloristica. Questa danza è caratterizzata da gioiosi saltelli.

- Tamburello: Alcune danzatrici accompagnano la loro danza suonando un tamburo Grande - Bandir. Soprattutto in Neili e Sidi Bel Abbas.

- Candelabro: La danzatrice si esibisce tenendo in equilibrio sulla testa un candelabro con tanto di candele accese, nelle feste di matrimonio.

- Spada e Due Spade: La danzatrice Tuareg di Tamanrassette esegue durante la danza esercizi di equilibrio con la spada.

- Karkabou

- Ali di Iside: Sono un'introduzione moderna, come i fan Veils, si possono considerare un'evoluzione del velo.

C'è da specificare che molti degli stili sopra elencati non sono di origine medio orientale ma molti sono stati importati dall'occidente come le ali di iside e la spada.

## Maggiori esponenti della danza mediorientale
Tra i maggiori esponenti della danza mediorientale classica possiamo trovare ballerine come Samia Gamal, Tahia Karioka, Suheir Zaki e Fifi Abdo.

## [5][6]Note
1. ↑   Musica e danza orientale un mondo da scoprire, su Danza e Musica Araba. URL consultato il 6 luglio 2021.
2. ↑   "Notizie sui Nawar e sugli altri gruppi zingari presenti in Egitto", su Danza e Musica Araba. URL consultato il 6 luglio 2021 (archiviato dall'url originale il 9 novembre 2016).
3. ↑   Viaggio in Oriente [collegamento interrotto], su Danza e Musica Araba. URL consultato il 6 luglio 2021.
4. ↑   La femme dans la peinture orientaliste, su Danza e Musica Araba. URL consultato il 6 luglio 2021 (archiviato dall'url originale il 24 marzo 2016).
5. ↑   Noemi Sammarco, Danza del ventre, tra storia e censura, su Storia della Danza, 26 ottobre 2022. URL consultato il 15 agosto 2023.
6. ↑   Islam, Cairo: no danza del ventre in TV, su www.lastampa.it. URL consultato il 15 agosto 2023.